# ロバート・ウォルポール
初代オーフォード伯爵ロバート・ウォルポール（英語: Robert Walpole, 1st Earl of Orford, KG, KB, PC、1676年8月26日 - 1745年3月18日）は、イギリスの政治家、貴族。
1701年にホイッグ党の庶民院議員に当選して政界入り。高い討論力で頭角を現し、ホイッグ政権（あるいはホイッグの参加した政権）で閣僚職を歴任した。1720年の南海泡沫事件の後処理を指揮。事件後にはホイッグ政権の最大の有力者となり、1721年に第一大蔵卿に就任した。与党を統制して閣議を主宰し、議会の支持を背景に政治を行ったため（責任内閣制）、この時期の彼を最初の「イギリス首相」とするのが一般的である。巧みな政治手腕で議会を掌握し続け、20年に及ぶ長期安定政権を築いてイギリスが商業国家として躍進する土台を築いた。1733年のタバコ消費税法案の挫折で求心力を落としはじめ、1741年の総選挙で与党の議席を大幅に減らしたため1742年に退陣した。

## 概要

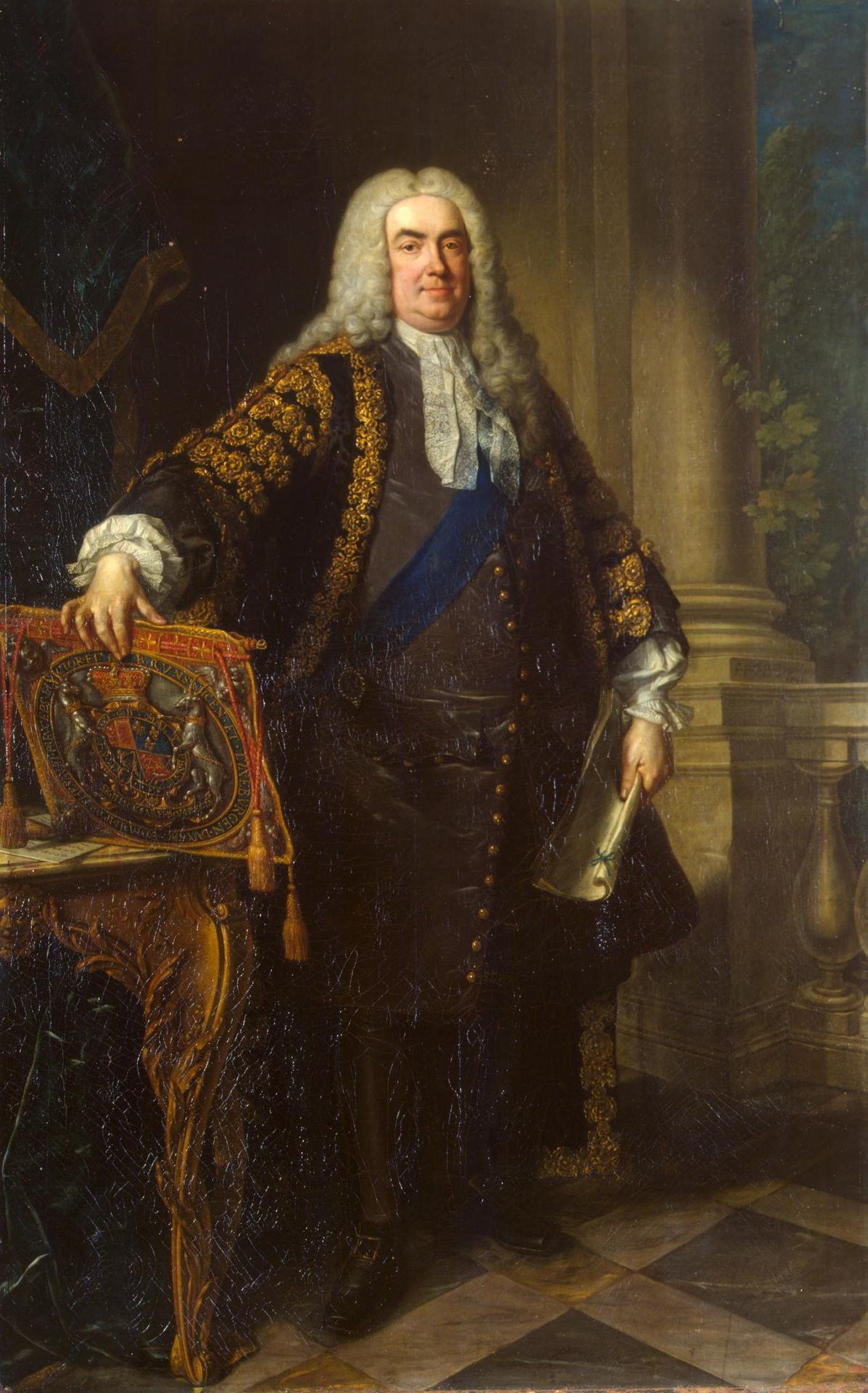
ロバート・ウォルポール（ジャン＝バティスト・ヴァン＝ロー画）。

1676年にイングランドのホートンに地主の三男として生まれる。イートン校を経てケンブリッジ大学キングス・カレッジへ進学。兄が死去したため、代わりにウォルポール家の財産を相続した（→生い立ち）。
1701年に父が議席を持っていた選挙区から立候補して庶民院議員に当選。ホイッグ党に所属して時のトーリー党政府に対して野党として論争を挑み、高い討論力を見せつけて庶民院内で急速に頭角を現した（→政界入り直後の野党期（1701-1705））。1705年の総選挙で与野党の議席が伯仲化した結果、ホイッグ議員が閣僚に登用されるようになり、ウォルポールも海軍本部委員会委員、ついで戦時大臣に就任した。しかしその後世論のホイッグ批判の高まりや1710年の総選挙のホイッグの敗北などによりホイッグ閣僚が次々と辞任に追いやられ、彼も1710年10月に辞職した（→政府への参加（1705-1711））。その後再び庶民院でトーリー政府批判を展開したが、政府に危険視され、1712年1月には汚職行為を働いたとされて議会の議決によりロンドン塔に投獄された。しかしこれにより反政府派から英雄視され、ホイッグ内で権威を高めた（→汚職容疑でロンドン塔に投獄（1712））。
1714年にハノーヴァー朝のジョージ1世が即位するとトーリーが退けられてホイッグ政権が創設され、ウォルポールも陸軍支払長官に就任。また議会において前トーリー政権責任追及の中心人物となり、前政権首脳陣をジャコバイトとして徹底糾弾し、ホイッグ優位体制の確立に貢献する。1715年には第一大蔵卿に就任してホイッグ政府の最有力閣僚の一人となる。しかしその後国王やジェイムズ・スタナップのハノーヴァー優先外交を批判したことで1717年4月には下野に追い込まれた（→ハノーヴァー朝成立で政権復帰（1714-1717））。
その後スタナップ政権に対して激しい野党活動を展開し、それに耐えかねたスタナップは、1720年6月にウォルポールを陸軍支払長官として再登用した（→スタナップ政権に対する野党期（1717-1720））。直後に発生した南海泡沫事件ではバブル発生当時政権におらず責任追及される立場にない閣僚として後処理を指揮した。この事件中に多くのホイッグ有力政治家が辞職に追い込まれたり、死去したりしたため、ウォルポールが主導権を握る政権が誕生することになった（→政権復帰と南海泡沫事件（1720-1721））
1721年4月に第一大蔵卿に就任。閣議を主宰して他の閣僚を統制し、議会の与党議員も統制して議会の支持を基盤にした最初の閣僚という意味でこの時期のウォルポールを「初代イギリス首相」とするのが一般的である（→初代首相（1721-1742））。政権内ライバルを失脚させたり、トーリーや反政府派にジャコバイトのレッテルを貼って野党活動をけん制することで議会を掌握し続けた。1722年の総選挙や1727年の総選挙では政府機密費を流用して買収に励んだ結果、大勝を収めた（→政敵を排除して権力強化）。勃興期のジャーナリズムに対しては言論統制に努め、買収や言論弾圧を盛んに行った。1737年には演劇検閲法を制定して言論統制を演劇に拡大し、ヘンリー・フィールディングらの反政府演劇を弾圧した。ジャコバイトの海外連絡の監視も強化した（→言論統制）。こうした政敵排除によって「ロビノクラシー」「パクス・ウォルポリアナ」と称される強力な安定政権を樹立することができた。
外交面では議会の不安定化を嫌って戦争回避の平和外交に努めた（→外交）。経済政策も議会統制の観点から行い、土地税減税・国内商工業振興・塩税など、議会に影響力を持つ地主・ブルジョワを優遇し、議会に影響力を持たない民衆から絞り取る路線を目指した（→経済政策）。1733年には土地税減税を続けるべくタバコ消費税導入を目指したが、一般消費税への拡大や徴税官の立ち入りを恐れたイギリス商人層が反発し、議会の野党活動が高まり、法案は挫折。直後の1734年の総選挙も与野党の議席差が約100議席に縮まる結果となり、ウォルポールの議会統制力に陰りが見え始めた（→消費税法案の挫折）。
1739年には議会の反スペイン感情の高まりでスペインに対してジェンキンスの耳の戦争に及ぶことを余儀なくされたが、ウォルポール自身は戦争指導に消極的だったので政治指導力を落としていった（→ジェンキンスの耳の戦争）。さらに1741年の総選挙で与野党の議席差は20議席以下にまで縮まった。その後、召集された議会での採決に僅差で敗れたため1742年2月をもって辞職した。退任とともにオーフォード伯爵に叙せられた（→退任）。1745年3月18日にロンドンで死去した（→余生と死去）。
ウォルポールの20年に及ぶ長期安定政権はイギリスを商業国家として躍進させ、後のイギリス帝国の基礎となったと評価されている。他方、総選挙の度に政府機密費を流用して買収・接待に励んだため、金権政治をもたらした人物との批判もある（→人物・評価）。

## 生涯

### 生い立ち
1676年8月26日、イングランド東部ノーフォークの寒村ホートンに生まれる。父は地主で後に庶民院議員も務めるロバート・ウォルポール。母はその夫人メアリー（旧姓バーウェル）。夫妻は19人もの子供を儲けており、ウォルポールはそのうちの第5子・3男であった。
ウォルポール家は爵位貴族でこそないが、13世紀まで系図を遡れる旧家であった。
イートン校を経てケンブリッジ大学キングス・カレッジへ進学した。跡継ぎになる前には父から聖職者になる事を望まれていたというが、大学在学中の1698年に長兄エドワードが急死し、次兄バーウェルもそれ以前の1690年に大同盟戦争におけるビーチー・ヘッドの海戦で戦死していたため、急遽彼がウォルポール家の跡継ぎとなった。父の体調も悪化していたので、父の命令で地主業の勉強に専念すべくケンブリッジ大学を退学してホートンへ戻った。
父の勧めで1700年7月30日に裕福な材木商人ジョン・ショーター（John Shorter）の娘キャサリンと結婚したが、彼女は我がままであり、後にうまくいかなくなる。同年11月18日に父が死去し、財産を相続した。

### 政界入り直後の野党期（1701-1705）
1701年1月11日に父が議席を持っていたカースル・ライジング選挙区から初当選し、ホイッグ党所属の庶民院議員となる。翌1702年7月にはキングス・リン選挙区から選出され、以降40年にわたってこの選挙区の議席を維持する。
1702年3月、ステュアート朝最後の君主アン女王が即位した。スペイン王位継承問題をめぐる英仏の対立や、フランスがアン女王の異母弟でジェームズ2世の遺児ジェームズ・フランシス・エドワード（ジャコバイトが擁立する王位僭称者）を真のイングランド王・スコットランド王と認定したことなどでイングランド国内の対仏気運が高まり、同年5月にも女王はフランスに宣戦布告した（スペイン継承戦争）。女王はトーリー党中心の戦時体制を構築し、シドニー・ゴドルフィン（後の初代ゴドルフィン伯爵）が政治、初代マールバラ公爵ジョン・チャーチルが軍事、ロバート・ハーレー（後の初代オックスフォード伯爵＝モーティマー伯爵）が庶民院を主導する三頭政治が展開された。
庶民院入りしたばかりのウォルポールは、トーリー政府に対して野党として論争を挑み、高い討論力でたちまち院内の主導的人物となった。1705年1月にはトーリー右派が推し進めようとした官職法案の否決にホイッグを動員するうえで大きな貢献を果たしている。

### 政府への参加（1705-1711）

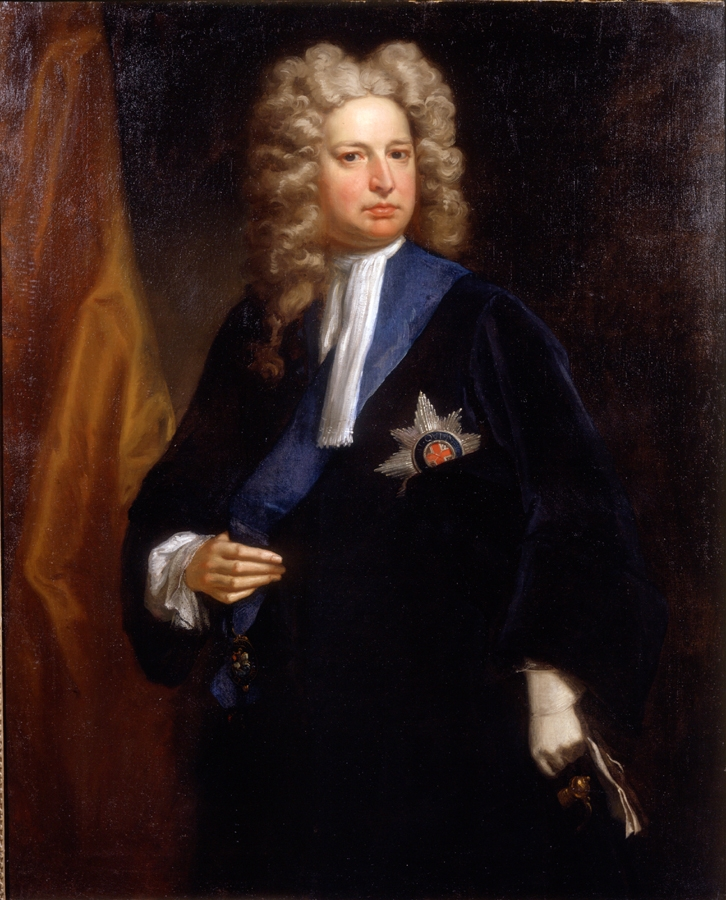
ウォルポールが敵対したトーリー政権首脳の初代オックスフォード伯爵＝モーティマー伯爵ロバート・ハーレー（ジョナサン・リチャードソン画）。

1705年6月の総選挙の結果、トーリーが267議席、ホイッグが246議席を獲得し、与野党の議席が伯仲化した。これによりアン女王はホイッグ政治家の一部を政府に登用する必要に迫られた。
ホイッグの若きエースとして評判だったウォルポールは元海軍卿オーフォード伯爵エドワード・ラッセルと親しかったこともあって海軍本部委員会の委員の一人に任命された。グレートブリテン王国成立（スコットランド併合）後の最初の議会である1707年の議会では、庶民院の海軍批判が激しかったが、ウォルポールの巧みな答弁のおかげで政府は戦費の承認を取り付けることに成功した。
この頃、閣内ではホイッグへの譲歩を目指すゴドルフィンとホイッグへの強硬姿勢を崩さないハーレーの対立が深まっていたが、スコットランド併合で45人のホイッグ議員が生まれ、以降ホイッグが議会の多数派状態になっていたため、ハーレー批判が強まり、1708年2月にハーレーは辞職に追い込まれた。この際にハーレー派の戦時大臣ヘンリー・シンジョン（後のボリングブルック子爵）も一緒に辞職し、その後任として海軍弁護で功績をあげたウォルポールが就任した。
1708年5月の総選挙はホイッグが大勝したが、1710年の国教会聖職者ヘンリー・サッシェバレルの裁判の影響で民衆の非国教徒やホイッグへの批判が高まり、逆にトーリーが支持を集めるようになった。アン女王もこれに影響されて、1710年8月にはゴドルフィンを解任し、ハーレーを実質的な政府首脳に再登用した。さらに1710年10月の総選挙ではトーリーが圧勝した。
こうした情勢からホイッグ閣僚の辞職が相次ぐようになり、ウォルポールも1710年10月に戦時大臣を辞職することになった。ウォルポールを高く評価していたハーレーは、彼を政権に引きとめ、ウォルポールは1月から兼務していた海軍財務長官にしばらく留任した。しかし結局ウォルポールはハーレーへの協力を拒否したので1711年1月に完全下野することになった。

### 汚職容疑でロンドン塔に投獄（1712）

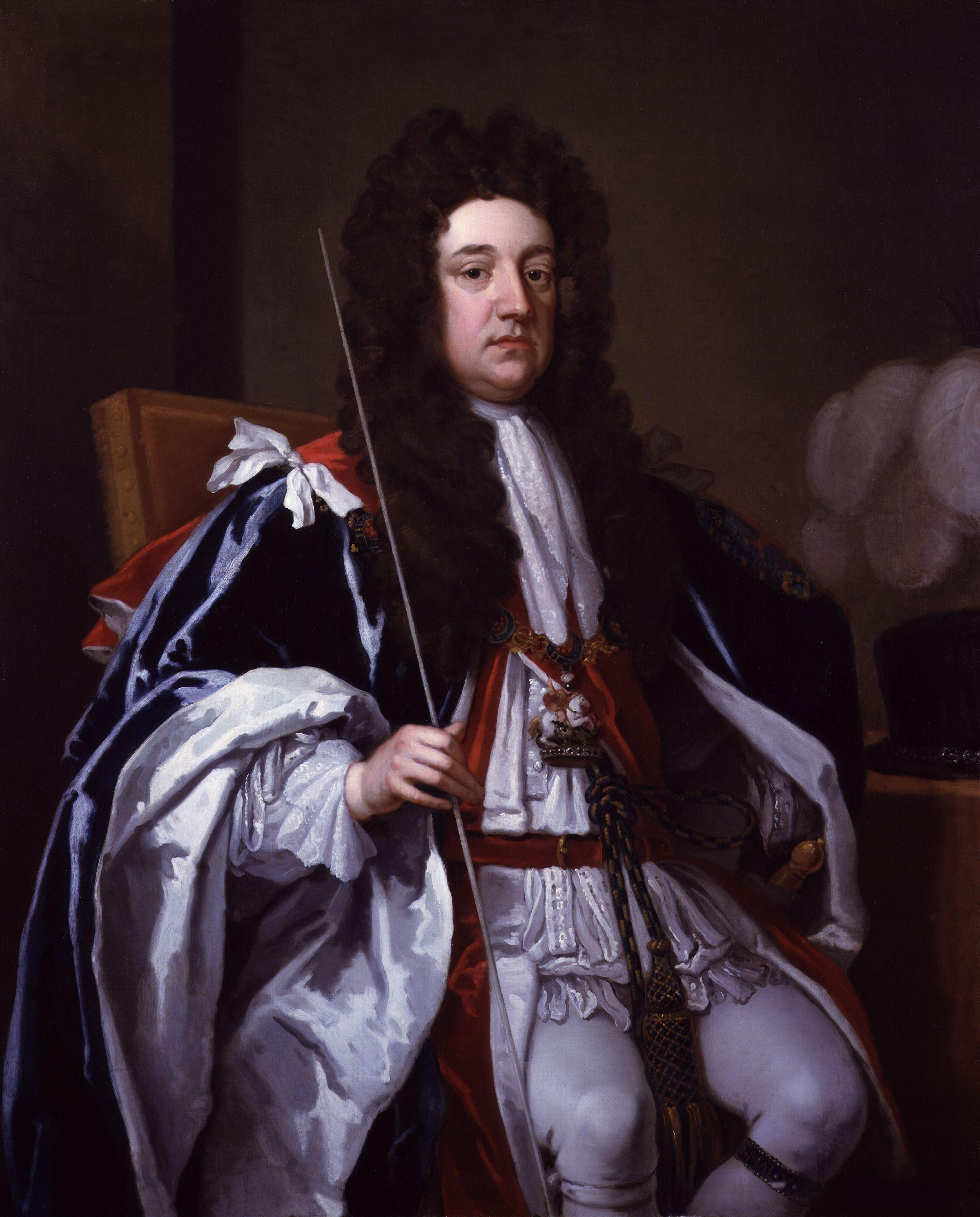
ウォルポールを自らの政治的立場の継承者とした初代ゴドルフィン伯爵シドニー・ゴドルフィン（ゴドフリー・ネラー画）

アン女王やハーレーらトーリー政権はフランスとの講和を目指したが、ウォルポールら野党ホイッグは反対した。1711年12月5日に召集された議会でウォルポールは講和反対の動議を庶民院に提出するが、先の総選挙でトーリー党が多数を占めている議会だったので否決された。
トーリー政府はマールバラ公とウォルポールを講和・政権運営に邪魔な存在との認識を強めた。ウォルポールは当時すでにホイッグの大物議員の一人であり、庶民院においてトーリー政府大臣シンジョンと渡り合える唯一の存在だったためである。1711年12月21日からの会計審査委員会でマールバラ公とウォルポールの汚職容疑の調査が行われた。調査の結果、ウォルポールは軍馬の秣に関する契約の際に知人が1000ポンドの公金を着服するのを助けたとされ、1712年1月17日の議会の議決により議会追放とロンドン塔投獄の懲罰を受けた。ウォルポールは獄中のまま補選で再選されているが、議会は対立候補の訴えに基づいて当選無効にしている。
汚職行為自体は事実だったが、それは当時の服務基準から考えると重い物ではなく、この投獄は政治的弾圧の要素が強かったという。ウォルポール自身も自らを政党間争いの犠牲者と捉え、復讐を誓ったという。獄中のウォルポールのもとにはマールバラ公夫妻やゴドルフィン、第3代サンダーランド伯爵チャールズ・スペンサーなど野党有力者が次々と駆け付けて来てくれた。また同年7月8日に釈放された際には「殉教者」としてホイッグ内で英雄視された。
釈放後にウォルポールはマールバラ邸で病気療養中のゴドルフィンを訪ねたが、この際にゴドルフィンはウォルポールを自らの継承者と認め、マールバラ公夫人サラに対して「貴女があの若者を見捨てるようなことがあり、魂が墓場から地上に戻ることが許されるなら、私は貴女の前に現れて叱って見せる」と述べたという（ゴドルフィンはこの直後の9月15日に死去した）。

### ハノーヴァー朝成立で政権復帰（1714-1717）

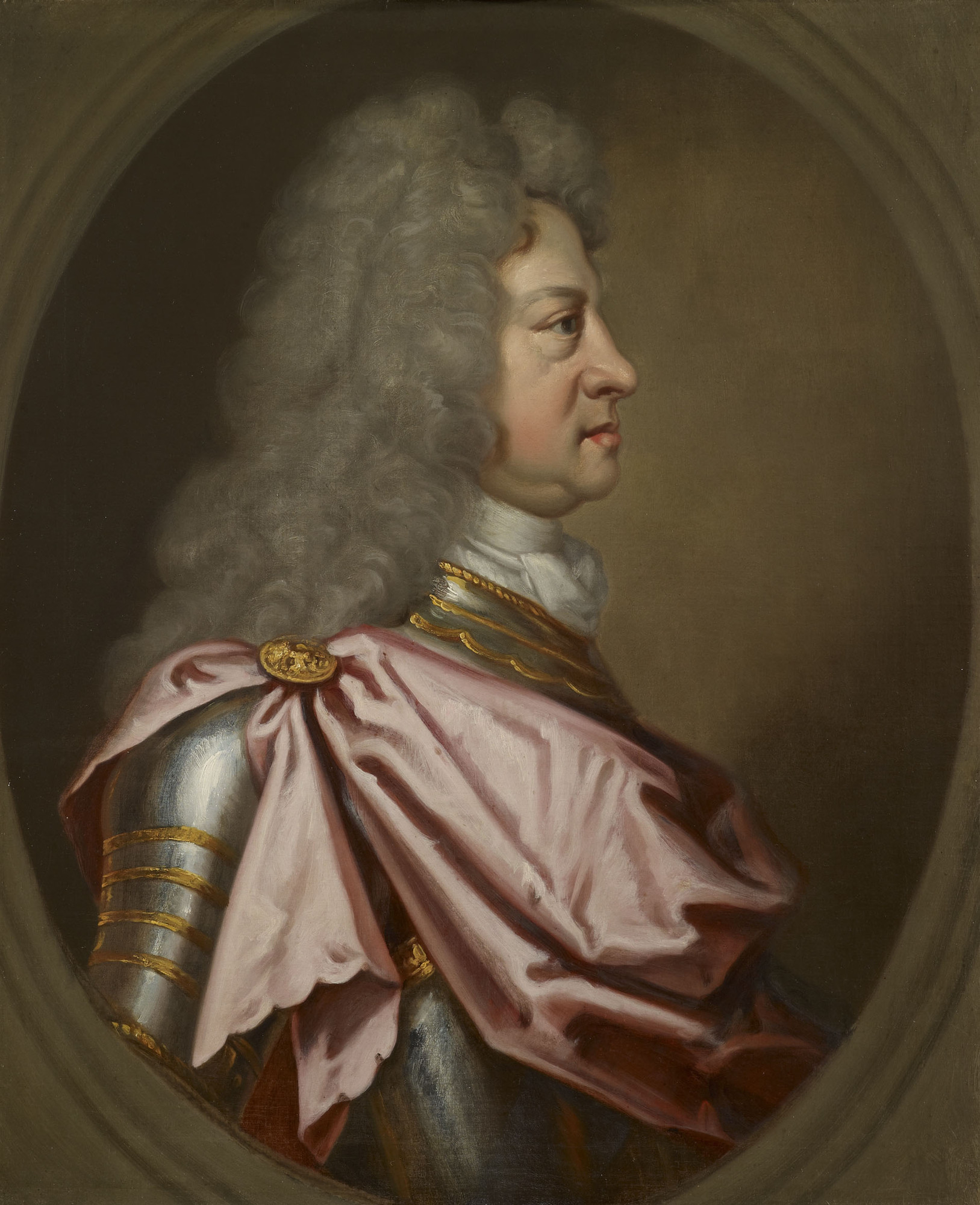
ホイッグ政権を誕生させたイギリス王・ハノーファー選帝侯ジョージ1世（ゴドフリー・ネラー画）。

1714年8月にアン女王は崩御し、ハノーファー選帝侯ゲオルク1世がジョージ1世としてイギリス国王に即位してハノーヴァー朝が始まった。内部にジャコバイトを抱えるトーリーを嫌うジョージ1世は、9月から10月にかけて政府の入れ替えを行い、初代ハリファックス伯爵チャールズ・モンタギュー、ジェイムズ・スタナップ、ウォルポールの義弟に当たる第2代タウンゼンド子爵チャールズ・タウンゼンドらを中心としたホイッグ政府が成立した。ウォルポールもこの政府で陸軍支払長官に任じられている。
スタナップやタウンゼンド子爵が国務大臣としての入閣であったことを考えると、その二人に並ぶ有力者と目されていたウォルポールにしては低い地位のポスト配分であったといえるが、同職は役得が多く、彼もこの時期に多額の財産を築き、ホートンの屋敷を立てなおしたり、ロンドンの屋敷に美術品を買い込んだり、我ままな妻を満足させたりすることができた。
1715年1月の総選挙はホイッグの大勝に終わり、1715年3月に召集された新議会においてウォルポールはアン女王晩年のトーリー政権指導者を徹底的に弾劾すべき旨の勅語奉答文を提案した。トーリー政権で国務大臣を務め、親ジャコバイト的態度をとっていたボリングブルック子爵（シンジョン）は身の危険を感じ、3月下旬にもフランスへ逃亡し、「ジェームズ3世」を僭称するジャコバイトの王ジェームズのもとに身を寄せたが、これはトーリーをジャコバイトとして糾弾するうえで格好の証拠となった。
4月9日にはウォルポールのもとにトーリー政権閣僚を追及するための特別委員会が設置され、ユトレヒト条約締結の経緯とジャコバイトの陰謀の有無についての調査が行われた。ウォルポールは6月9日にも庶民院に調査結果を提出し、その結果、ボリングブルック子爵とオックスフォード伯爵（ハーレー）の弾劾が決議され、前者は私権剥奪、後者はロンドン塔投獄となった。1715年9月に勃発したジャコバイト蜂起により、トーリーをジャコバイト扱いして排除する路線はますます強まり、唯一のトーリー閣僚だった第2代ノッティンガム伯爵ダニエル・フィンチも政権を追われ、以降長きにわたるホイッグ支配体制が確立される。
ウォルポールは1715年10月に第一大蔵卿に転任し、スタナップやタウンゼンド子爵、サンダーランド伯爵らと並ぶ最有力閣僚の一人となったが、この後政府内で分裂が発生した。特にジョージ1世が1716年7月から大陸に出てイギリスを空けると、それに随伴したスタナップ、サンダーランド伯爵（彼は途中から国王に随行）ら大陸組と、ウォルポール、タウンゼンド子爵ら留守政府の距離が広がった。国王はハノーファー選帝侯としての立場を優先して1700年以来続く大北方戦争にイギリスの支援を得て参戦し、スウェーデンに対抗すべくフランスと関係改善することを志向したが、ウォルポールはその政策をハノーヴァー優先策として批判していた。
国王とスタナップはフランスと条約を結ぼうとしたが、ウォルポールら留守政府がこれを妨害したため、条約締結は1716年11月末までずれこんだ。国王はこれに激怒し、まず1716年12月にタウンゼンド子爵をアイルランド総督に左遷し、ついで1717年初頭の議会で政府内部の対立が露呈したことで、1717年4月にウォルポールとタウンゼンド子爵が下野に追い込まれた。

### スタナップ政権に対する野党期（1717-1720）

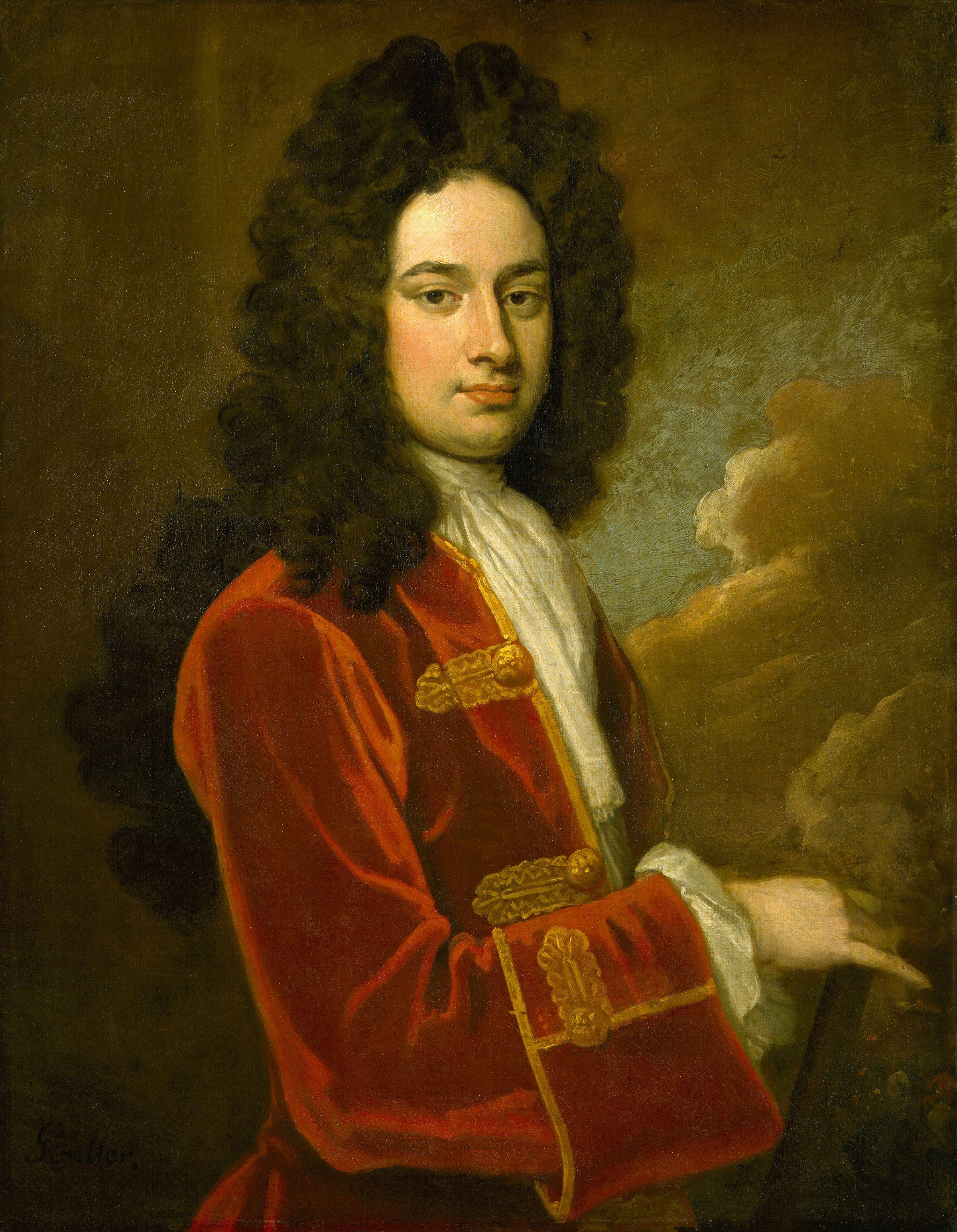
ウォルポールと一時敵対するも彼を再登用したホイッグ政権首脳の初代スタナップ伯爵ジェイムズ・スタナップ（ゴドフリー・ネラー画）。

以降ウォルポール派ホイッグは野党として政権の中枢スタナップを批判するようになった。しかしウォルポールの狙いは、スタナップ政権を困らせて自分を再登用させるという政局の意図が大きいため「反対のための反対」に終始し、トーリーとも平然と共闘した。たとえばウォルポール自身が主導したはずのオックスフォード伯爵弾劾に反対し、宗教的寛容を求めるホイッグの主張を体現したものであるはずの「便宜的国教会遵守禁止法」廃止にも反対した。また政府の外交政策はイギリスの利害よりハノーヴァー家の利害を優先していると批判することで、党派に属しない独立派議員の疑念にも働きかけた。
国王の貴族創家の権限を大きく制限する「貴族法案」にも、「国王大権の侵害」と批判するトーリーや皇太子ジョージ（後のイギリス王ジョージ2世、父王と仲が悪かった）と一緒になって反対し、1719年12月に同法案を否決に追い込むことに成功した。
更に国王ジョージ1世がハノーファー選帝侯国から連れてきたドイツ人側近たちがイギリス政治に介入するのがスタナップにとって頭痛のタネになっていたが、1720年4月頃にはウォルポールがこのドイツ人たちと連携を図ろうとしているという噂が流れ、それを恐れたスタナップはウォルポールの再登用を決断した。ウォルポールも国王と皇太子の和解を演出して政権復帰への環境準備を整え、1720年6月には陸軍支払長官として再び政権に参加した。

### 政権復帰と南海泡沫事件（1720-1721）
南海会社は1711年にスペイン領アメリカとの貿易会社として創設されたが、貿易会社としてはさほど業績は伸びず、金融会社として業績をあげている会社だった。1720年1月に3000万ポンドの国債を南海会社の株式に転換する法案が議会に提出され（4月に可決）、以降南海会社の株価は暴騰をはじめた。この余波で他にも投機的な会社が続々と設立され、常軌を逸した投機ブームがイギリスに到来した。南海会社は自社の株価つり上げを維持すべく、政府に働きかけて他の会社への投機を抑制する「泡沫会社禁止法（Bubble Act）」を1720年6月に成立させたが、これによって8月から南海会社の株価も暴落し、ロンドン金融市場は大混乱に陥った（南海泡沫事件）。
政府において南海泡沫事件の事後処理を指揮したのは政権復帰したばかりのウォルポールであった。彼はバブル発生当初、政権中枢にいなかったため、責任追及される立場になく、また財政にも強い政治家として期待されていたためである。世論の責任追及の機運の高まりを受けて、議会で南海会社理事や政治家への弾劾が行われたが、ウォルポールは長年の政敵だった北部担当国務大臣スタナップや第一大蔵卿サンダーランド伯爵の擁護にあたり、「遮断幕（Screener）」と渾名される役割を果たした。
財政処理に関しては、南海会社の政府への債務の半分を公信用回復法によって免除し、残りの負債は南海会社理事や南部担当国務大臣ジェイムズ・クラッグス、財務大臣ジョン・エイズラビなど弾劾された者たちからの没収財産を当てたり、年金公債と引き換えにイングランド銀行に負担させるなどして処理した。更に投資家に対する補償として所持株100ポンドについてその額の三分の一程度を加えた新株を無償交付し、その増資残高も無償交付した。南海会社から融資を受けた者は借入金の10%を返済すれば債務を免除するとした。しかしこれらの処置をもってしても結局公債を南海会社の株式に変換した人々は収入の三分の一から三分の二の打撃を受けたと言われている。
政局の上で重要なのは、この時期にウォルポール以外の政府首脳陣がその座を去ったことである。スタナップは貴族院で長時間にわたる弁明をしている際に心臓麻痺で死去し、もう一人の国務大臣クラッグスも追及前に病死した。財務大臣エイズラビは辞職のうえ庶民院除名となった。第一大蔵卿サンダーランド伯爵もウォルポールの擁護を受けたものの結局1721年4月に辞職に追い込まれており、第一大蔵卿の座をウォルポールに譲った。また死去したスタナップの後任の国務大臣にウォルポール派のタウンゼンド子爵が就任していたので、ここにウォルポールは政権の中心人物となったのである。

### 初代首相（1721-1742）

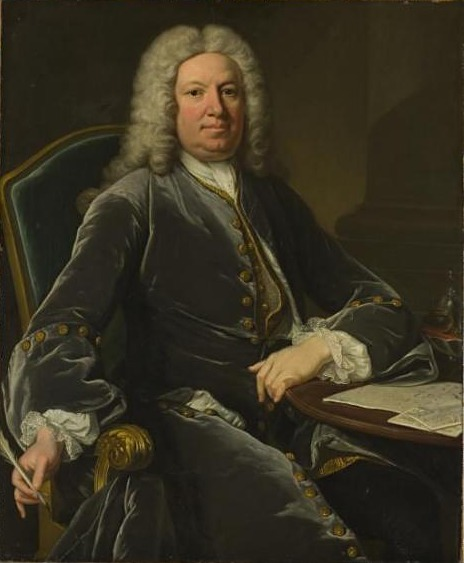
ウォルポールの肖像画（ジャン＝バティスト・ヴァン＝ロー画）。

1721年4月に44歳で第一大蔵卿となったウォルポールは以降21年間にわたり政権を主導することになる。この時期の彼をイギリスの初代首相と看做すのが一般的である（当初はタウンゼンド子爵との連立政権だが、1730年から単独政権）。国王は1718年以来閣議を主宰しなくなっており、ウォルポール時代にはウォルポールが閣議を主催して他の閣僚を統制していたこと、また議会の信任を背景に政権を維持していたことによる。
しかし政権発足当初のウォルポールは与党を強力に支配しているわけではなかった。彼の21年にわたる政権の中で徐々に彼の支配力が強化されていき、ついには「第一大蔵卿＝首相」の慣行が確立されるほどの権力を得たのである。ウォルポールの安定政権は彼のファーストネームから「ロビンの支配（Robinocracy、ロビノクラシー）」あるいは「ウォルポールの平和（pax walpoliana、パクス・ウォルポリアナ）」と呼ばれた。

#### 政敵を排除して権力強化
初代首相に目されるほど彼の与党内での権力が強化されたのは、彼が政敵を巧みに排除ないし封じ込めたためであった。
まずホイッグ党内野党となってトーリーとの連携を模索していたサンダーランド伯爵が1722年4月に死去したことが、ウォルポールの権力強化に資した。1722年3月から5月にかけて行われた総選挙は、ウォルポール政権が政府の機密費を選挙資金に流用して各地で買収を行った結果、ホイッグ379議席、トーリー178議席という大勝に終わったが、ロンドンではトーリーの当選者が目立ち、当選したホイッグ議員の中にも反ウォルポール派が少なからずいた。そのためウォルポールは同時期に摘発されたアタベリー陰謀事件を利用し、その危険を誇張して公表することでトーリーや反政府派にジャコバイトのレッテルを貼り、その野党活動を抑え込むとともに、国王やロンドン市民の支持を得た。その結果、1720年代後半までウォルポールへの野党運動は鳴りをひそめることになる。
つづいてウォルポールは、外交面で国王への影響力を高めていた南部担当国務大臣の第2代カートレット男爵ジョン・カートレットを危険視し、1724年春には外交上の失態を理由に彼をアイルランド総督に左遷した。初代ニューカッスル公爵トマス・ペラム＝ホリスをその後任に据え、その弟ヘンリー・ペラムも陸軍支払長官に取り立てた。このペラム兄弟はウォルポール最大の側近として活躍し、ウォルポール後のホイッグ政治を支えていくことになる。
1727年6月に国王ジョージ1世が崩御し、父王やウォルポール政権に反発していたジョージ2世が即位したため、その側近で庶民院議長のスペンサー・コンプトン（後の初代ウィルミントン伯爵）が次期政権を担うと思われたが、コンプトンには議会統制力が無く、王室経費の増額を議会に認めさせることができなかった。対してウォルポールにはそれができたので、ジョージ2世も彼を頼るしかなかった。またジョージ2世の妃キャロラインが以前からウォルポール支持者だったことも手伝って、ウォルポールは国王の信任を維持し続けることができた。
当時の慣例であった新国王即位に伴う総選挙でも、ウォルポールが政府機密費を選挙資金に流用して有権者買収に励んだ結果、ウォルポール派ホイッグが400議席以上を掌握し、野党を極少数に押し込めることに成功している（トーリー128議席、反ウォルポール派ホイッグ15議席）。

#### 言論統制

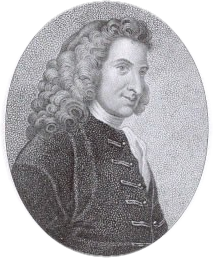
ウォルポールに危険視された劇作家ヘンリー・フィールディング

ロンドン市民との関係においてウォルポールはシティの上層ブルジョワと関係が良かったが、中流以下の者から強く嫌われていた。特に1725年のシティ選挙法はロンドン市民の強い怒りを買い、野党勢力にロンドンの議会外同盟者を提供することとなった。
18世紀前半はジャーナリズム勃興期であり、新聞が世論に大きな影響を及ぼすようになった。ウォルポール政権はこれを危険視し、積極的なジャーナリズム統制政策をとった。ウォルポールのジャーナリスト統制は主に買収と言論弾圧によって行われた。野党ホイッグの立場を取っていた『ロンドン・ジャーナル』紙を1722年に買収して反政府言論をやめさせたのが、ジャーナリズム買収のもっとも有名な事例である。
言論弾圧は、中傷法の規定に基づいて郵便開封を行い、新聞配布前にその内容を検閲し、政府に批判的な内容が書かれていた場合「中傷にあたる」として新聞配布差し止め命令を出したり、新聞発行人を中傷罪で起訴するという手法によって行うことが多かった。市井にはトーリーの反政府系新聞もかなり出回っていたが、これらはほとんどの場合、政府の弾圧を受けて短命に終わっている（1年以上続く反政府新聞はほとんどなかった）。
政権が危うくなり始めていた1737年には、ヘンリー・フィールディングらの反政府演劇を危険視して演劇検閲法を制定し、演劇や文学作品も事前検閲を行うこととした。この法律により、フィールディングを演劇界から締めだすことに成功した。
また国内不満分子と海外のジャコバイト派の連携を監視するため、情報部（Secret Office）と暗号解読部（Deciphering Branch）の拡張に努めた。ジャコバイトは無警戒に連絡を取り合っていたが、それらはウォルポールに筒抜けだったという。

#### 外交

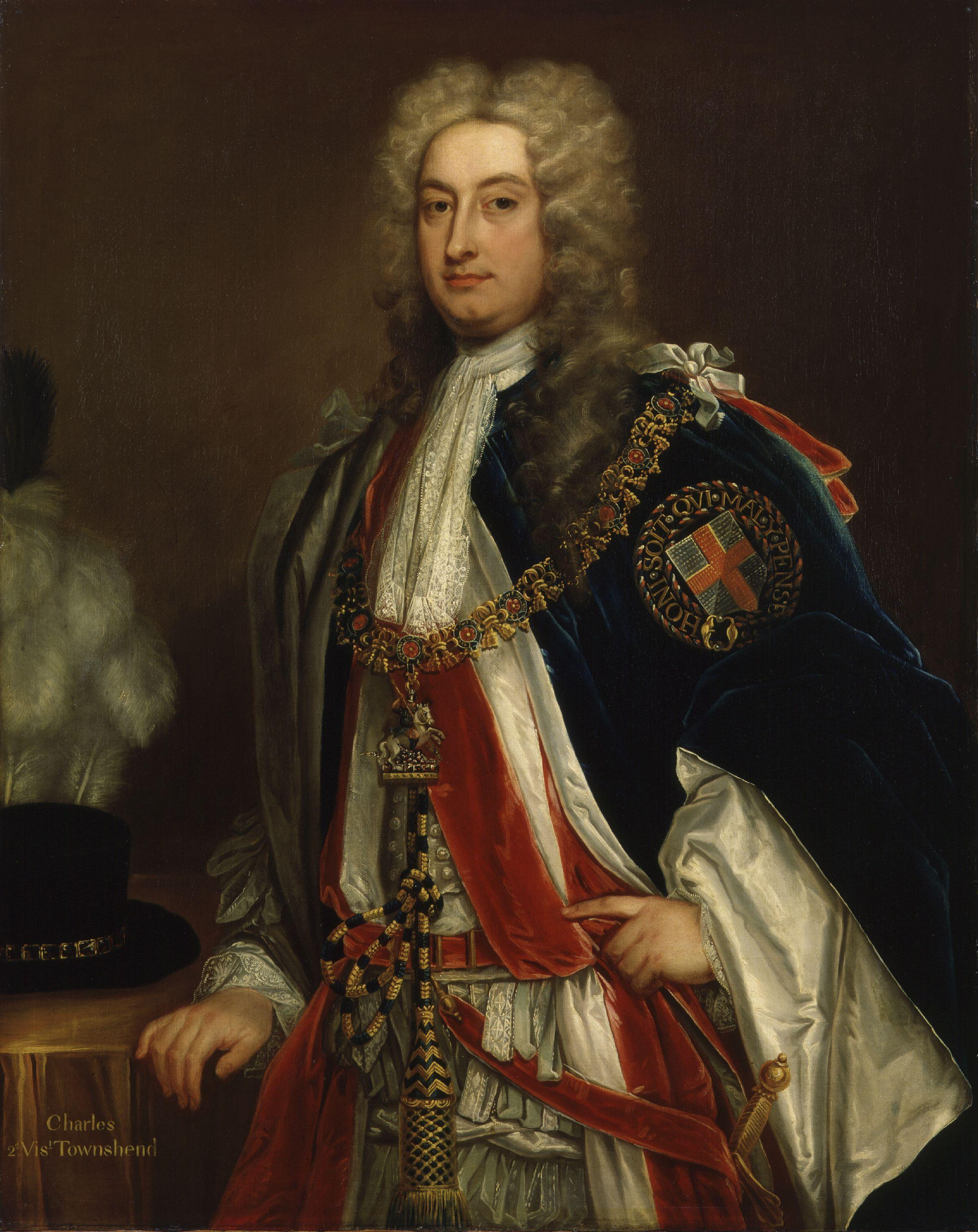
ウォルポールの義弟でウォルポール政権で外交を任されていたが、後に対立して辞職した第2代タウンゼンド子爵チャールズ・タウンゼンド（ゴドフリー・ネラー画）

ユトレヒト条約でジブラルタルをイギリスに割譲させられたことに不満を抱くスペインは、1725年5月にウィーン条約でオーストリアと手を結んだ。1724年にカータレットが失脚した後、外交は北部担当国務大臣タウンゼンド子爵が指導するところとなっていたが、彼はこれに対抗し1725年9月にフランス・プロイセンとの間にハノーヴァー条約を締結した。しかしこの条約は同盟国への多額の財政援助が必要になるうえ、戦争の危険を大きくするとして野党から批判を浴びた。
当初ウォルポールはタウンゼンドに外交を任せきりにしていたが、タウンゼンド外交批判が議会で高まると内政安定重視の立場から外交へ介入するようになった。1727年2月にイギリスとスペインは開戦したが（英西戦争）、その終結方法をめぐってタウンゼンドとウォルポールは対立を深めた。1729年11月にウォルポールの主導でスペインとの戦争を終結させるセビリア条約が締結されるとウォルポールの外交主導権はさらに高まり、1730年5月をもってタウンゼンドは辞職するに至った。ウォルポールは1731年3月のウィーン条約でオーストリアとの関係も回復し、自らの平和外交の成果を誇示した。しかしその裏で英仏の関係は徐々に悪化し始めていた。
1733年8月に勃発したポーランド継承戦争も議会安定優先の観点から関与を避けたが、そのためにイギリスの国際的威信が低下したことは否めなかった。

#### 経済政策
大蔵卿時代からイングランド銀行と南海会社に働きかけて減債基金を設立したが、ウォルポールは1722年から自分でそれを流用し大変な批判を浴びて、1733年にも地租軽減による経常費の不足を解消するため50万ポンドを流用した。
彼は、庶民院の多数を占め、政治的にトーリーが多い地主を満足させるために、土地税減税を定期的に実施していた。彼が戦争回避の外交に努めたのも土地税減税維持の観点が大きかった。1723年に地主のため「ブラック法」を制定、狩猟権を脅かす密漁行為を取り締まった。1727年には国債利子率を5%から4%に引き下げたが、金融ブルジョワの反発を買うことを避けるため、それ以上の引き下げは避けた。代わりに減債基金の余剰金を一般行政費に流用して賄おうとした。ウォルポールは1730年イギリス東インド会社依存公債の利払財源である塩税を廃止、不足分に減債基金を充当した。1732年に塩税を復活させ、大衆から搾取した。これは新規長期公債50万ポンドの発行原資となった。
貿易では工業製品への輸出関税や工業原料の輸入関税を次々と廃しつつ、国内工業と競合する恐れのある外国製品の輸入は制限した。植民地に対しても本国の都合をしばしば押しつけた一方、西インド植民地に対しては同地の大農場主が本国に戻って来て庶民院議員になることが多かったので、その要求に応じることが多かった。
こうした地主・産業資本・商業資本など議会に大きな影響力を持ついずれの有産者にも配慮した経済政策が、彼の政権を安定させることにつながったといえる。国債保有者は、オランダ人が主であった。

#### 消費税法案の挫折
1723年にウォルポールは、茶とコーヒーの輸入品について高率関税を課すことなく一度保管倉庫に入れさせ、そこから国内消費用に搬出される物に対して消費税を課す制度を作った。これには関税収入を減少させている再輸出品への関税払い戻し制度や密輸などを抑止する狙いがあり、その狙いは成功を収めた。
1732年10月にヴァージニアのタバコ生産者からのタバコ輸入税をタバコ消費税に切り替える嘆願があったのを機に、ウォルポールはタバコとブドウ酒にも消費税を拡大させることを計画した。ところがこれには「タバコ消費税を許せば一般消費税に拡大していく」「消費税徴収のために役人の立ち入りが行われ、個人の自由が侵害されるようになる」として、タバコ商人のみならずロンドン市長はじめロンドン商人層が一斉に反発した。数十の選挙区が選出議員に対して消費税に反対するよう迫り、野党勢力にとって格好の結集材料となった。
またイギリス各地で消費税反対デモが展開され、1733年3月14日にはウォルポールがタバコ消費税法案を提出して議会から退出しようとしたところを群衆に襲撃される事件も発生した。そのため議会内では消費税に賛成した議員は襲撃されるという噂が広まり、庶民院の委員会に付託された法案は採決のたびに票が減っていった。反対票が200票を越えた採決もあり、その数字はウォルポール政権始まって以来のことだった。そして4月10日の採決ではとうとう賛否が17票差にまで縮まり、法案通過を絶望視したウォルポールは自ら法案を撤回した。ブドウ酒消費税法案に至っては提出されることさえなかった。
野党は余勢をかってコーヒー・茶の消費税も廃止することを求める動議を提出したが、この動議は1733年4月10日に100票差で否決された。1734年1月に再開された議会でも野党が提出した反政府動議はすべて数十票差で否決されている。またトーリーが提出した七年議会法案をめぐって野党の足並みは乱れた。さらに1734年4月から6月にかけて行われた総選挙では与野党の議席差が100議席程度に縮まるもののウォルポール派ホイッグが多数を維持した。そのためウォルポール政権は弱体化しつつも、すぐに崩壊することはなかった。

#### ジェンキンスの耳の戦争
ウォルポールは戦争回避の外交を目指したが、密貿易取り締まりを強化するスペイン植民地帝国とイギリス商人の対立は深まり続けていた。1738年3月にスペイン沿岸警備隊に耳を切り落とされたというイギリス商船船長ロバート・ジェンキンスが議会で証言したことで、野党を中心に議会の反スペイン機運が高まった。野党はスペインに賠償要求を行うことを求めたが、ウォルポールは不可避的に戦争になるとして反対した。1年半ほど与野党の綱引きが続いたが、結局ウォルポール政権が折れ、1739年10月にはスペインとの間に「ジェンキンスの耳の戦争」が勃発した。さらに翌1740年にはオーストリア継承戦争が勃発し、イギリスはオーストリアのマリア・テレジアと結んでフランス・スペインと対抗することになった。
だがウォルポールは戦争に乗り気でなかったため、戦争指導に主導的役割を果たさず、それが彼の政治指導力の低下を招いた。また戦費の捻出のために土地税増税も余儀なくされ、ウォルポールの地主懐柔策が破綻した。その影響で1741年春の総選挙は、これまで与党の地盤だったスコットランドやコーンウォールで敗北。なおもウォルポール派ホイッグが多数を占めたものの、与野党の議席差は約20議席にまで縮まった。

#### 退任
1741年の総選挙の結果、ウォルポール政権は不安定政権となった。そして同年12月に召集された議会において、選挙結果異議申し立て判定委員会の委員長を選出する際の採決で、242対238という僅差でウォルポール政権は敗れた。これによってウォルポールの議会統制力が尽きたことは明白となり、1742年2月をもってウォルポールは第一大蔵卿を退任した。
ウォルポールを支持していた国王ジョージ2世は彼の退任を惜しみ、1742年2月6日付けで彼にオーフォード伯爵位を与えた。

### 余生と死去
ウォルポールの辞職後、かつての庶民院議長でウィルミントン伯爵に叙爵されていたスペンサー・コンプトンが第一大蔵卿の地位を継承したが、実質的な政権の中心は反ウォルポール派のカートレットだった。議会ではウォルポールの不正を追及する動きもあったが、ウォルポール派閣僚のニューカッスル公らが押さえこんだ結果、そうした動議が可決されることはなかった。
1745年3月18日、68歳でロンドンのアーリントン・ストリートの住居で死去した。

## 人物・評価

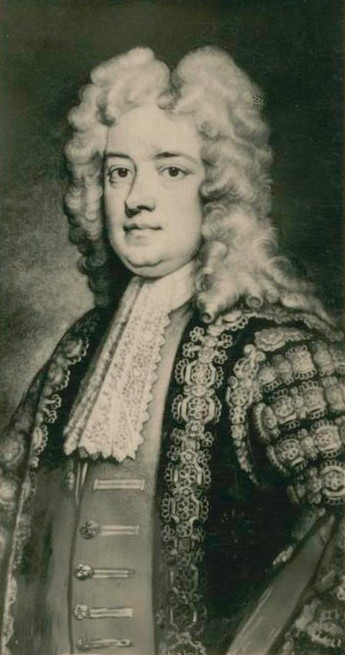
ロバート・ウォルポール（ゴドフリー・ネラー画）

ウォルポールの時代に公式に首相という役職があったわけではないものの、一般にウォルポールは「イギリス最初の首相」とされる。彼以前にも首相的役割を果たした者がいないわけではないが（エリザベス1世治世の初代バーリー男爵ウィリアム・セシルやチャールズ2世治世の初代クラレンドン伯爵エドワード・ハイドなど）、彼らの場合は国王の権力の方がより巨大で彼らはその補佐役に過ぎなかった。対してウォルポールは自ら閣議を主宰し、閣僚を統制し、議会の支持を基盤に政権運営した。責任内閣制の基盤を築いた人物として、彼は「初代首相」に擬されているのである。
政治上の最大の功績は、名誉革命後に続いた党派争いを落ち着かせて政治的安定期を築いたことである。1714年から1760年のイギリス政界の状況を歴史家は「ホイッグ優位」時代と呼ぶことが多いが、それを築いた者こそウォルポールである。彼は巧みな政治手腕で議会と国王からの支持を維持し続け、名誉革命以来はじめて強固な政権運営を行った。そして21年に及ぶ彼の安定した政治がイギリスの貿易や商業の振興を促し、後にイギリスが商業国家として発展するきっかけとなった。1726年にイギリスを訪れたヴォルテールは旅行記『哲学書簡』でウォルポール政権下のイギリスを観察、宗教対立がなく商業がイギリスの繁栄を築いたと称賛している。その繁栄はやがて世界の頂点に君臨するイギリス帝国へとつながる。
ウォルポールは忠実なホイッグであったためホイッグ貴族・新興ブルジョワ・非国教徒との同盟のうえに政治を行ったが、出自はジェントリ層であるから、野党トーリーのジェントリもウォルポールに対して根幹からの拒絶反応は示さなかったという。高慢な貴族でもシティの成金でも長老教会主義者でもないウォルポールは、ジェントリにとって好人物だった。
他方で、ウォルポールは金権政治を行ったと批判された。ウォルポールは総選挙のたびに政府機密費を流用して買収・接待に励んだし、官職を餌に使って有権者取り込みを図ることも多かった。野党は、こうしたウォルポールの選挙対策を腐敗政治と批判した。またウォルポールは文芸や文学者の保護に熱心でなく、1737年に演劇検閲を行った影響もあり、ジョナサン・スウィフトやヘンリー・フィールディングらから激しく嫌われた。彼らは小説の中でウォルポール政権を揶揄している。
ウォルポールは良くも悪くも現実主義者であり、理想が高じて冒険的政策や好戦的態度を取ることがなかった反面、金権政治に罪悪を感じなかった。平和外交家だったのも、「戦争＝悪」という抽象的理念からではなく、「戦争になれば戦費がかかって土地税を上げることになり、議会を支配する地主層の支持が失われ、選挙に負ける」という実利的な発想に基づいている。
イギリスの首相官邸として知られるダウニング街10番地はもともとジョージ2世がウォルポール個人に下賜したものだが、ウォルポールはこれを公的な贈与として受け入れ、後任の第一大蔵卿に引き渡した。以降イギリスの首相官邸となったのである。

## 栄典

### 爵位
1742年2月6日に以下の爵位に新規に叙される
- 初代オーフォード伯爵 (1st Earl of Orford)

（勅許状によるグレートブリテン貴族爵位）
- 初代ウォルポール子爵 (1st Viscount Walpole)

（勅許状によるグレートブリテン貴族爵位）
- ノーフォーク州における初代ホートン男爵 (1st Baron of Houghton, in the County of Norfolk)

（勅許状によるグレートブリテン貴族爵位）

### 勲章
- 1725年、バス勲章ナイト(KB)[2]
- 1726年、ガーター勲章ナイト(KG)[2]

## 家族

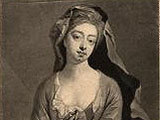
最初の妻キャサリン

1700年に材木商人ジョン・ショーターの娘キャサリンと結婚した。彼女との間に以下の3男2女を儲けた。
- 長男ロバート・ウォルポール（1701年 - 1751年） - 第2代オーフォード伯位を継承
- 次男エドワード・ウォルポール（英語版）（1706年 - 1784年） - 政治家
- 三男ホレス・ウォルポール（1717年 - 1797年） - 第4代オーフォード伯位を継承。政治家、小説家
- 長女キャサリン・ウォルポール
- 次女メアリー・ウォルポール（1705年頃 - 1732年）- 第3代チャムリー伯爵ジョージ・チャムリーと結婚

しかしキャサリンは抑制のきかない性格であり、金使いが荒いうえ、すぐに激昂するのでウォルポールは彼女との結婚生活で相当神経をすり減らしたという。妻の自尊心を満足させるためロンドンの屋敷に金をかけ、立派な美術品もたくさん購入したが、そのうちほとんど別居状態となった。キャサリンは社交界で派手な付き合いを続け、一時は皇太子時代のジョージ2世との関係が噂になった。また三男ホレスの実父は宮廷の廷臣ジョン・ハーヴェイだという噂まで立った。
1737年にキャサリンが亡くなると、1738年に愛人だったマリア・スケリットと再婚したが、同年にマリアは流産で急死した。ウォルポールは彼女のことを「自分の幸せのためには不可欠な女性」と呼び、悲嘆にくれたという。彼女との間には結婚前に以下の1女を儲けていた。ウォルポールは勅許を得て彼女を正式に子供としている。
- 三女マリア・ウォルポール（1725年 - 1801年） - チャールズ・チャーチル大佐と結婚